# Careproctus furcellus
Careproctus furcellus är en fiskart som beskrevs av Gilbert och Burke 1912. Careproctus furcellus ingår i släktet Careproctus och familjen Liparidae. Inga underarter finns listade.